# Estrées-lès-Crécy
Estrées-lès-Crécy é uma comuna francesa na região administrativa de Altos da França, no departamento de Somme. Estende-se por uma área de 11,19 km². Em 2010 a comuna tinha 396 habitantes (densidade: 35,4 hab./km²).